# أودري ميدوز
أودري ميدوز (بالإنجليزية: Audrey Meadows) هي مصرفية وممثلة أمريكية، ولدت في 8 فبراير 1922 بنيويورك في الولايات المتحدة، وتوفيت في 3 فبراير 1996 بلوس أنجلوس في الولايات المتحدة بسبب سرطان الرئة. بدأت مشوارها المهني سنة 1951.

## وصلات خارجية
- أودري ميدوز على موقع IMDb (الإنجليزية)
- أودري ميدوز على موقع ألو سيني (الفرنسية)
- أودري ميدوز على موقع أول موفي (الإنجليزية)
- أودري ميدوز على موقع قاعدة بيانات برودواي على الإنترنت (الإنجليزية)
- أودري ميدوز على موقع قاعدة بيانات الأفلام السويدية (السويدية)
- أودري ميدوز على موقع إن إن دي بي (الإنجليزية)
- أودري ميدوز على موقع ديسكوغز (الإنجليزية)
- أودري ميدوز على موقع قاعدة بيانات الفيلم (الإنجليزية)
- أودري ميدوز على موقع كينوبويسك (الروسية)